# Vésines
Vésines település Franciaországban, Ain megyében. Lakosainak száma 97 fő (2022. január 1.). Vésines Asnières-sur-Saône, Feillens, Manziat, Mâcon, Saint-Martin-Belle-Roche és Sancé községekkel határos.

## Népesség
A település népessége az elmúlt években az alábbi módon változott:
| Lakosok száma | 143  | 116  | 108  | 93   | 95   | 103  | 99   | 99   | 99   | 97   |
|               | 1968 | 1982 | 1990 | 2006 | 2011 | 2016 | 2017 | 2019 | 2020 | 2022 |